# Канчанабури
Канчанабу́ри (на тайски: กาญจนบุรี) е град в западната част на Тайланд, административен център на едноименната провинция.
Градът, разположен сред варовикови хълмове, е живописно и стратегическо важно място, разположен на мястото на сливането на реките Куай Яй и Куай Ной. Канчанабу́ри е известен благодарение на ролята, която играе по време на Втората световна война, когато тук се намира военнопленнически лагер и база за построяване на железопътна линия Тайланд-Бирма и за известния мост на река Куай.
В Канчанабу́ри и в околностите му има множество важни забележителности от времето на войната. Има и голям брой къщи за гости, които са разположени по бреговете на реките. Край града има множество пещери и исторически места, до някои от които лесно може да се достигне с велосипед. Друга отличителна черта са организираните походи и спускането с лодка по реките.
Извън Канчанабу́ри най-интересна е долината Ки Ной, тъй като през нея преминава железопътната линия, наречен „Пътят на смъртта“. Пътуването с влак през останалите части на пътя има голяма популярност сред туристите.
По поречието на река Куай Ной, в посока към извора ѝ, най-близкият град е Сангкхлабури, разположен на брега на езеро и построен в смесен стил.
Близо до града се намират водопада Ераван и националния парк Тхам Лот, известен с пещерите си.

## История
Градът е основан през XVIII век като крепост за защита от нападенията на бирманците. През 1942 година, в града, намиращ се под японска окупация, започва изграждането на жп мост над река Кхуеяй, част от Тайландско-Бирманската железопътна линия, известна също като „Пътят на смъртта“. Около половината от военнопленниците, работещи по построяването му, умират от болести или злополуки. Тези събития са в основата на романа на Пиер Бул „Мостът на река Куай“, по който Карл Форман и Майкъл Уилсън пишат сценарий за известния едноименен филм, заснет от британския режисьор Дейвид Лин и получил 7 награди „Оскар“, както и редица други филмови награди.

## Географско положение
Градът е разположен в южната част на провинцията, на мястото, където реките Куай Яй и Куай Ной се вливат в река Мекхлонг, на разстояние приблизително 110 км на запад-северозапад от столицата на страната Банкок. Абсолютната височина на града е 16 метра над морското равнище.

## Климат
| Климат на град Канчанабу́ри | Климат на град Канчанабу́ри | Климат на град Канчанабу́ри | Климат на град Канчанабу́ри | Климат на град Канчанабу́ри | Климат на град Канчанабу́ри | Климат на град Канчанабу́ри | Климат на град Канчанабу́ри | Климат на град Канчанабу́ри | Климат на град Канчанабу́ри | Климат на град Канчанабу́ри | Климат на град Канчанабу́ри | Климат на град Канчанабу́ри | Климат на град Канчанабу́ри |
| Показател                  | Януари                     | Февруари                   | Март                       | Април                      | Май                        | Юни                        | Юли                        | Август                     | Септември                  | Октомври                   | Ноември                    | Декември                   | Година                     |
| Абсолютен максимум, °C     | 37                         | 40                         | 42                         | 43                         | 42                         | 38                         | 37                         | 37                         | 38                         | 37                         | 37                         | 35                         | 43                         |
| Среден максимум, °C        | 32                         | 35                         | 37                         | 37                         | 35                         | 33                         | 33                         | 32                         | 32                         | 31                         | 31                         | 31                         | 33                         |
| Средна температура °C      | 24                         | 27                         | 29                         | 31                         | 30                         | 28                         | 28                         | 27                         | 27                         | 26                         | 25                         | 24                         | 27                         |
| Среден минимум, °C         | 17                         | 20                         | 22                         | 25                         | 25                         | 24                         | 23                         | 23                         | 23                         | 22                         | 20                         | 17                         | 22                         |
| Абсолютен минимум, °C      | 5                          | 11                         | 11                         | 17                         | 21                         | 22                         | 21                         | 22                         | 20                         | 18                         | 12                         | 8                          | 5                          |
| Норма на валежи, mm        | -                          | 10                         | 30                         | 70                         | 120                        | 80                         | 110                        | 90                         | 190                        | 180                        | 60                         | -                          | 980                        |
| -------------------------- | -------------------------- | -------------------------- | -------------------------- | -------------------------- | -------------------------- | -------------------------- | -------------------------- | -------------------------- | -------------------------- | -------------------------- | -------------------------- | -------------------------- | -------------------------- |
| Източник: Weatherbase      |                            |                            |                            |                            |                            |                            |                            |                            |                            |                            |                            |                            |                            |

## Население
Според данни от края на 2017 година, населението на града е 28 960 души.

## Икономика и транспорт
В града са разположени две хартиени фабрики. Също така, освен хартията, продукти на градската икономика са ориза и тютюна. Връзките на Канчанабу́ри с други градове се осъществяват чрез жп и автомобилен транспорт. Най-близкото гражданско летище се намира в района на Пхотхарам, провинция Ратчабури.